# Bíró Béla (művészettörténész)
Bíró Béla (Makó, 1899. december 11. - Irvine, Kalifornia, USA, 1982. október 6.) művészettörténész, rajztanár, portréfestő.

## Életpályája
Szülei: Bíró Albert és Renye Rozália voltak. Ikertestvérét Rozáliának hívták, aki 1900. február 8-án hunyt el. 1920–1925 között a Magyar Képzőművészeti Főiskolán tanult. 1930-ban a Pázmány Péter Tudományegyetem, művészettörténeti szakán doktorált. 1930–1931 között római ösztöndíjas. 1941–1944 között Kolozsváron élt, a művészettörténet egyetemi magántanára volt.
Erdélyben 1941-ben jelentek meg első művészettörténeti írásai és kritikái. 1942-től az Erdélyi Helikon műkritikusa. Cikkei – még a kortárs művészekről is – történeti-művészettörténelmi beállításúak. Régi erdélyi művészek című cikksorozatában 1944-ig, a folyóirat megszűntéig portrévázlatokat közölt Sikó Miklósról, Kis-Solymosi Simó Ferencről, Bikfalvi Koréh Zsigmondról, Bergman Ferenc Antalról, Szathmáry Pap Károlyról, Nagy Sámuelről. A biedermeier kor erdélyi művészetét és alkotóinak életpályáját kutatta, e témáról írt tanulmánya (Erdélyi biedermeier művészet, Erdélyi Helikon 1944/8) jelentős. Ugyancsak az Erdélyi Helikonban megjelent tanulmányai közül jelentősek A kolozsvári Normál Rajzoda és A bonchidai kastély képei c. munkái, továbbá a Barabás Miklós Céh és a kolozsvári Műcsarnok kiállításairól írt elemző kritikái. Előszavával jelent meg: Barabás Miklós önéletrajza (Kolozsvár, 1944). A szerkesztésében kiadott A magyar művészettörténeti irodalom bibliográfiája (Budapest, 1955) nélkülözhetetlen könyvészeti kézikönyv.
1956-ig a budapesti Szépművészeti Múzeum kutatója volt. Politikai föllépése miatt az 1956-os forradalom bukása után emigrációba kényszerült. Fölváltva Bécsben és az USA-ban élt; a Kaliforniai Egyetemen tanított. Szakterülete a XIX–XX. század magyar művészete. A kortárs képzőművészettel foglalkozó publikációi jelentek meg a Californiai Magyarság című lapban. A Californiai Magyarságban megjelent írásaiban az emigrációból is követte a kortárs erdélyi művészet jelenségeit; beszámolt erdélyi képzőművészeti monográfiák megjelenéséről.

## Tankönyvei
- Műalkotások könyve. A középiskolák III-VIII. osztálya számára 1-3. Iskolai segédkönyvek gyűjteménye 7-9., Budapest, 1933-1934
- Művészeti alkotások a gimnáziumi és leánygimnázium III-IV. osztálya számára 1. A Szent István Társulat iskolai segédkönyvei, Budapest, 1939, 7. kiadás: 1947
- Galla Endrével: A rajz könyve. A fiú- és leányközépiskola, valamint a polgári iskola I-IV. osztálya számára. A Szent István Társulat gimnáziumi tankönyvei, Budapest, 1940, 7. kiadás: 1945
- Művészeti alkotások. A gimnáziumi és leánygimnázium VII. osztálya számára 2., Budapest, 1941, 7. kiadás: 1949
- A magyar művészet alkotásai. A gimnázium és a leánygimnázium VIII. osztálya számára. A Szent István Társulat gimnáziumi tankönyvei, Budapest, 1942, 6. kiadás: 1948.

## Könyvei
- Kovács Mihály 1818-1892 Budapest, 1930
- A művészettörténet kézikönyve Budapest, 1939
- Sikó Miklós élete és művészete 1818-1900 Kolozsvár, 1944
- A magyar reformkor művészete (1800-1848), Művészettörténeti kiskönyvtár 11. Budapest, 1951
- A magyar művészet története 1800-tól napjainkig, (kézirat) Budapest, 1953
- Handbook of art history Dubuque, 1963, 2. kiadás: Los Angeles, 1964, 3. kiadás: New York, 1965

## Sajtó alá rendezés
- Márkosfalvi Barabás Miklós önéletrajza, Bevezetés és jegyzetekkel ellátta Bíró Béla, az erdélyi Szépmíves Céh könyvei Kolozsvár, 1944
- MINDSZENTY J.: Esztergom, a prímások ezeréves városa, St. Gallen (Bécs, 1973)
- MINDSZENTY J.: Esztergom, a prímások városa, Dokumentációs sorozat - Mindszenty Alapítvány 1. Budapest, 1997.

## Főbb írásai
- A Kolozsvári Normál-Rajzoda, Erdélyi Helikon, 16. 1943
- Koréh Zsigmond, Bergmann Ferenc Antal, Erdélyi Helikon, 1943, 433-437.
- Sikó Miklós = Erdélyi csillagok (szerkesztette: KOVÁCS L.) Budapest, 1943
- A bonchidai kastély képei, Erdélyi Helikon, 16. 1943
- Szathmáry Pap Károly, Erdélyi Helikon, 16. 1943
- Nagy Sámuel kolozsvári rézmetsző Erdélyi Helikon, 17. 1944
- Huit tableaux de François Simó au Musée des Beaux-Arts, Simó Ferenc nyolc képe a Szépművészeti Múzeumban, Bulletin du Musée Hongrois des Beaux-Arts, 2. 1948
- Le portrait de David Rosenthal par lui męme, Rosenthal Dávid önarcképe, Bulletin du Musée Hongrois des Beaux-Arts, 3. 1949
- Egy Avenarius-festmény, A Magyar Művészettörténeti Munkaközösség Évkönyve 1951, 1952
- Waldmüller beadványa a magyar országgyűléshez 1847-ben, A Magyar Művészettörténeti Munkaközösség Évkönyve 1951, 1952
- Levél Madarász Viktor képeiről, Kossuth Lajos levele Madarász Viktorhoz, Szabad Művészet, 6. 1952
- A reformkor művészetének társadalmi háttere, Művészettörténeti Értesítő, 1952, 78-86.
- Magyar művészek Olaszországban a 19. század első felében, A Magyar Művészettörténeti Munkaközösség Évkönyve 1953, 1954
- Une lettre inconnue de Charles Markó écrite en 1854 a Edmond Zichy, Markó Károly ismeretlen levele Zichy Edmundhoz 1854-ben, Bulletin du Musée Hongrois des Beaux-Arts, 5. 1954
- Székely Bertalan, a művésznevelő, Szabad Művészet, 9. 1955.
- Lotz Károly 1833-1904. (kat., Emlékkiállítás, Budapest, Szépművészeti Múzeum, 1954. július
- A magyar művészettörténeti irodalom bibliográfiája (szerkesztette ~), Budapest, 1955
- Bíró Béla-TELEPY K.: A felszabadulás utáni tíz év művészettörténeti irodalma 1945-1954, Művészettörténeti Értesítő, 1955, 99-122.